# Noordpolder (Axel)
De Noordpolder is een polder in en ten noorden van de kom van Axel, behorende tot de Polders tussen Axel, Terneuzen en Hoek, in de Nederlandse provincie Zeeland. 
De polder werd ingedijkt in 1606 en ze meet 84 ha. Tegenwoordig wordt de zuidelijke helft van de polder ingenomen door woningbouw van Axel.